# Werner Nilsen
Werner Nilsen (4 de febrer de 1904 - 10 de maig de 1992) fou un futbolista estatunidenc. Va formar part de l'equip estatunidenc a la Copa del Món de 1934.